# Nils Engström (kemist)
Nils Ferdinand Linus Engström, född 15 februari 1851 i Brännkyrka socken, Stockholms län, död 28 augusti 1906 i Lund, var en svensk lantbrukskemist.
Engström blev student vid Uppsala universitet 1869, var amanuens i kemi där 1874–1877 och promoverades till filosofie doktor 1877. Han blev assistent i kemi vid Alnarps lantbruksinstitut 1877 och studerade med iver den uppblomstrande mejerihanteringen, blev lärare i mejeriskötsel vid Alnarp 1881 och även i agrikulturkemi 1887 samt 1902 lektor i mejerilära och bakteriologi vid Alnarps lantbruks- och mejeriinstitut. I denna egenskap samt såsom ledare för de offentliga smörprovningarna bidrog han kraftigt till den svenska mejerihanteringens utveckling.
Engström utgav Undersökning af några mineral, som innehålla sällsynta jordarter (1877) och Handbok i mejerihushållning (utgör tredje delen av "Landtbrukets bok" 1899–1906). Sedan 1880 redigerade han tillsammans med Hugo Winberg Tidskrift för landtmän och publicerade i denna och andra tidskrifter uppsatser rörande mjölkhushållning och agrikulturkemi. År 1892 blev han ledamot av Lantbruksakademien. Engström är begravd på Norra kyrkogården i Lund.